# جيمس فينلي (سياسي)
جيمس فينلي هو سياسي أمريكي، ولد في 4 فبراير 1725، وتوفي في 6 يناير 1795. انتخب عضو مجلس نواب بنسيلفانيا ‏.